# Ferdinand Brickwedde
Ferdinand Graft Brickwedde (né le 26 mars 1903 à Baltimore – 29 mars 1989 à Linwood (New Jersey)), est un physicien du  service américain des Poids et Mesures, le National Bureau of Standards. 

## Biographie
En 1931, il a obtenu avec la synthèse de l'eau lourde le premier échantillon d'hydrogène où la raie spécifique du deutérium apparaissait dans le spectre. Ce procédé a marqué une étape décisive dans l'identification par Harold Urey de cet isotope lourd de l'hydrogène, qui valut à Urey l'attribution du prix Nobel de Chimie en 1934.
Brickwedde a effectué ses études de physique à la Johns Hopkins University, où il a soutenu sa thèse de doctorat en 1925. Nommé directeur du laboratoire de cryogénie du National Bureau of Standards en 1926, il y a obtenu la direction du Département « Chaleur et énergie » en 1946.

## Réferences
1. ↑  Edward F. Hammel, Jr. et Robert W. Reed, « Ferdinand Brickwedde », Physics Today, vol. 43, no 7,‎ juillet 1990, p. 85 (DOI 10.1063/1.2810641, Bibcode 1990PhT....43g..85H)